# Мыонгский язык
Мыонгский язык (Самоназвание: thiểng Mường; вьет. tiếng Mường) — язык северной (вьет-мыонгской) подгруппы вьетской группы мон-кхмерских языков, на котором говорят люди народности мыонг. Большинство из 1 140 000 носителей проживает на севере Вьетнама, в провинциях Хоабинь, Тханьхоа, Футхо, Йенбай, Шонла и Ниньбинь. Родственен вьетнамскому и тьытскому языкам.

## Классификация
На данный момент мыонгский считается языком вьет-мыонгской подгруппы, однако существует предположение о том, что общего предка, правьет-мыонгского языка, никогда не существовало. Мыонгский предлагается считать совокупностью диалектов и говоров, разошедшихся ещё до стадии гибридного «правьет-мыонгского» языка, подвергшегося китаизации. Вьетнамский и мыонгский, в отличие от так называемых консервативных вьетских языков, имеют развитые тональные системы, слова в них в основной массе односложны, инвентарь кластеров согласных беден.

## Лингвогеография
Большинство из 1 140 000 носителей проживают на севере Вьетнама, в провинциях Хоабинь, Тханьхоа, Футхо; небольшие поселения носителей находятся в провинциях Йенбай, Шонла, Ниньбинь и Нгеан.

### Социолингвистические сведения
Статус языка нестабильный: несмотря на многочисленность носителей и использование мыонгского детьми, у него нет официальной поддержки и регулирующих организаций. Несмотря на наличие письменности, грамотно всего 1—5 процентов носителей с родным мыонгским и 50—70 процентов изучивших его как второй язык. Имеются словари мыонгского, радиопередачи на нём; на мыонгский переведена Библия.

### Диалекты
Выделяется семь диалектов: аота (Ao Tá, Au Tá), бойби (Boi Bi, Moi Bi), мой (Moi 1), мол (Mol), муал (Mual), тханг (Thang) и ванг (Wang).

## Письменность
Письменность латинизированная, однако уровень грамотности среди носителей очень низок.
Действующая версия мыонгского алфавита была утверждена в 2016 году властями провинции Хоабинь. Алфавит содержит буквы A a, Ă ă, Â â, B b, C c, D d, Đ đ, E e, Ê ê, G g, H h, I i, K k, L l, M m, N n, O o, Ô ô, Ơ ơ, P p, R r, T t, U u, Ư ư, V v, W w, X x, Z z. Тона обозначаются диакритическими знаками ʻ ’ ´ _.

## Лингвистическая характеристика
| Иероглиф | Вьетнамский | Мыонгский | Перевод                                        |
| -------- | ----------- | --------- | ---------------------------------------------- |
| 在       | tại         | taj1      | на, у                                          |
| 如       | như         | ə1        | как, похоже на                                 |
| 為       | vì          | bi2       | потому что                                     |
| 只       | chỉ         | ci5       | только, лишь                                   |
| 個       | cái         | kaj3      | счётное слово                                  |
| 分       | phần        | fən2      | счётное слово, часть                           |
| 當       | đang đương  | taŋ1      | маркер настоящего времени или длительной формы |
| 來       | lại         | laj1      | маркер вида глагола                            |
| 實       | thật        | thət      | действительно, на самом деле                   |
| 每       | mỗi         | moj4      | каждый                                         |

Как и вьетнамский, мыонгский — изолирующий преимущественно моносиллабический язык с развитой системой тонов. В нём также имеются частицы, но нет аффиксов. Преимущественно аналитическое выражение отношений между словами и грамматических показателей. Отличается от вьетнамского языка значительно меньшим количеством заимствований из китайского, хотя они встречаются в общем довольно в большом количестве, причём они явно не были заимствованы через вьетнамский.
Такой тип развития, когда из древнего праавстронезийского диалектного континуума выделяется сразу несколько языков, а не общий праязык, по-видимому, имел место также в тайваньских аборигенских языках.

### Согласные
Нижеприведённая таблица содержит согласные звуки, имеющиеся в диалектах с различением глухих и звонких согласных (Mường Bi, Mường Thành, Mường Động, Ba Trại).
|             |                | Губно-губные | Альвеолярные | Палатальные | Заднеязычные | Глоттальные |
| ----------- | -------------- | ------------ | ------------ | ----------- | ------------ | ----------- |
| Носовые     | Носовые        | /m/          | /n/          | /ɲ/         | /ŋ/          |             |
| взрывные    | глухие         | /p/          | /t/          | /c/         | /k/          |             |
| взрывные    | придыхательные | /pʰ/         | /tʰ/         |             | /kʰ/         |             |
| взрывные    | звонкие        | /b/          | /d/          |             | /ɡ ~ ɣ/      |             |
| Фрикативные | глухие         |              | /s/          |             |              | /h/         |
| Фрикативные | звонкие        | /β/          | /z ~ j/      |             |              |             |
| Боковые     | Боковые        |              | /l, tl ~ kl/ |             |              |             |

В диалекте мыонг-ванг согласные не различаются по звонкости, а в парах /p b/, /t d/, /k ɡ/ имеется только глухой согласные. В мыонг-кхой и мыонг-онг имеются те же глухие согласные, но среди звонких нет /ɡ/. В тхать-шонском диалекте отсутствует /p/.
Кроме того, в мыонг-кхой нет звука /tʰ/, но присутствует /hr/. По некоторым данным, в этом диалекте имеются лабио-велярные звуки /kʷ/ и /kʷʰ/.
Все согласные могут встречаться в начале слога, а оканчивать его могут только носовые /m n ɲ ŋ/, глухие взрывные /p t c k/, боковой /l/ и плавные /j w/. Фонемы /c ɲ/ иногда считаются сочетанием плавного согласного и велярного /ʲk ʲŋ/; кроме того, на присутствие /c ɲ l/ в конце слога, судя по всему, накладываются дополнительные ограничения.

### Гласные
Гласные звуки приведены в нижеследующей таблице; они присутствуют во всех диалектах. Звуки /ɤ/ и /a/ могут быть долгими и краткими.
|                | Передние | Задние     | Задние |
| неогублённые   | Передние | огублённые |        |
| -------------- | -------- | ---------- | ------ |
| Верхние        | /i/      | /ɯ/        | /u/    |
| Средне-верхние | /e/      | /ɤ, ɤ̆/     | /o/    |
| Средне-нижние  | /ɛ/      |            | /ɔ/    |
| Нижние         | /a, ă/   | /a, ă/     | /a, ă/ |

Кроме того, существует три дифтонга: /iə, ɯə, uə/.